# Царевич (яйце Фаберже)
Імператорське великоднє яйце «Царевич» — ювелірний виріб фірми Карла Фаберже, виготовлений на замовлення російського імператора Миколи II у 1912 році. Було подароване імператором дружині Олександрі Федорівні на Великдень 1912 року.